# Calea ferată Szeged–Timișoara

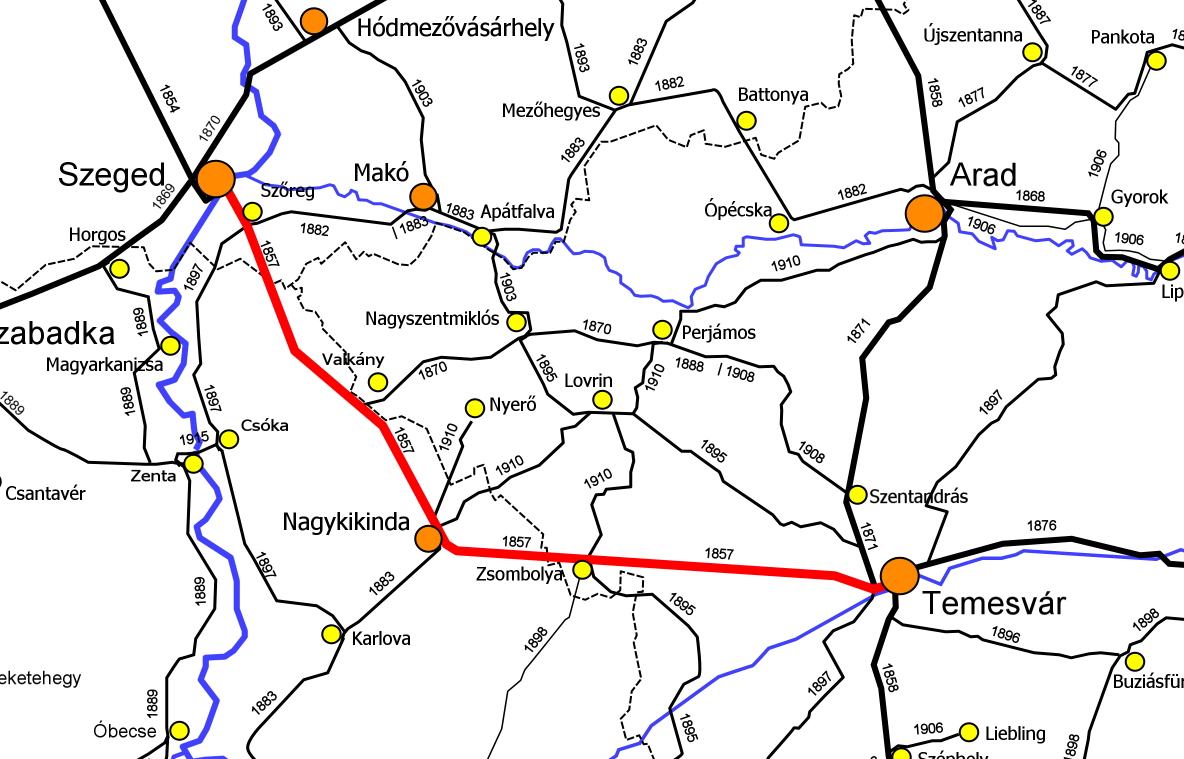
Traseul liniei istorice de cale ferată

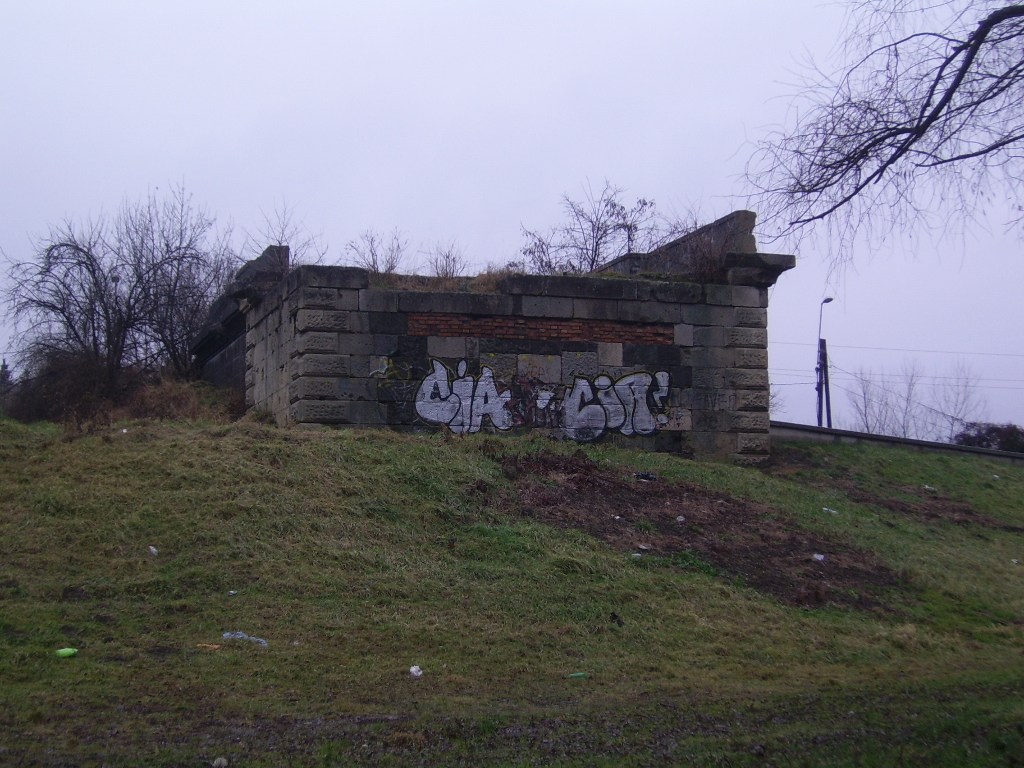
Pilon al fostului pod feroviar peste Tisa (2009)

Calea ferată Szeged–Timișoara a fost dată în folosință în anul 1857. După bombardarea podului de peste Tisa⁠(de)[traduceți] în anul 1944 legătura feroviară directă între Timișoara și Szeged a fost întreruptă. În prezent este funcțională magistrala secundară CFR 919, care leagă municipiul Timișoara de orașul Jimbolia, trece granița dintre România cu Serbia și are capăt de linie în orașul sârbesc Kikinda (Chichinda Mare), în lungime totală de 58 km. Pe relația Jimbolia - Kikinda nu mai circulă trenuri de pasageri, linia fiind străbătută doar de trenuri de marfă. În data de 24 iulie 2024 a fost semnat un memorandum pentru restabilirea căii ferate între Timișoara și Szeged.

## Istorie
În 1856 a început construcția liniei de către societatea StEG. Lucrările au avansat repede și pentru remorcarea trenurilor de lucru au venit la Timișoara în mai 1857 primele locomotive de tip 2-A construite de Cokcerill la Seraing (Belgia) între anii 1845-1846 după modelul firmei nord-americane Norris.
Linia Seghedin-Jimbolia-Timișoara a fost dată în folosință la 15 noiembrie 1857, sosirea primului tren la Timișoara producând senzație în întreg Banatul și care eveniment a fost pe larg relatat în cotidianul Temesvarer Zeitung:
"Când auzim zgomotul venit din depărtare al trăsurii cu aburi, când observăm coșul înalt și vărsător de fum negru al trenului, e ca și cum am fi fermecați, iar când trenul trece pe dinaintea noastră apoape ne uimim că noi înșine stăm încă în același loc."
A fost prima cale ferată din județul Timiș. Inițial făcea legătura Timișoara-Seghedin. Această cale ferată a fost folosită în al doilea război mondial pentru livrările de petrol din România în Germania, motiv pentru care a fost ținta bombardamentelor din 1944. Podul feroviar de la Seghedin⁠(de)[traduceți] a fost distrus în 1944. După aderarea Ungariei și României la Uniunea Europeană există obiectivul refacerii legăturii feroviare directe între Seghedin și Timișoara. În data de 24 iulie 2024 a fost semnat un memorandum în acest sens.